# Populus sieboldii
Populus sieboldii är en videväxtart som beskrevs av Friedrich Anton Wilhelm Miquel. Populus sieboldii ingår i släktet popplar, och familjen videväxter. Inga underarter finns listade i Catalogue of Life.